# Georges Charensol
«  Charensol » redirige ici. Ne pas confondre avec Charançon.
 (avril 2022).
Si vous disposez d'ouvrages ou d'articles de référence ou si vous connaissez des sites web de qualité traitant du thème abordé ici, merci de compléter l'article en donnant les références utiles à sa vérifiabilité et en les liant à la section « Notes et références ».
Georges Charensol, né le 26 décembre 1899 à Privas (Ardèche) et mort à Paris le 15 mai 1995, est un journaliste français, critique d'art, littéraire et de cinéma, particulièrement connu pour sa participation à l'émission Le Masque et la Plume, aux côtés de Jean-Louis Bory de 1964 à 1979.

## Biographie

### Jeunesse
Destiné à poursuivre le métier de son père, horloger à Privas,  il part à l'âge de 16 ans, comme apprenti horloger à Crest, dans la Drôme, puis à Lyon et à Paris. C'est à cette époque qu'il se prend d'intérêt pour l'art cinématographique.  

### De la Première à la Seconde Guerre mondiale (1918-1945)
En 1918 à Paris, il fait la connaissance d'un groupe d'intellectuels originaires de Lyon : Louis Touchagues, Henri Béraud, Marcel Achard, Henri Jeanson, Pierre Scize. 
Grâce à Pierre Scize, il entre en 1923 comme secrétaire de rédaction à Paris-Journal et au Théâtre et Comoedia illustré dont Jacques Hébertot, directeur du Théâtre des Champs-Élysées, est propriétaire. Il y rencontre René Clair qui devient un ami. Il tourne comme figurant dans le film Entr'acte pour le ballet Relâche des Ballets suédois créé en 1924 par Francis Picabia et Erik Satie au théâtre des Champs-Élysées. 
Il fréquente Louis Aragon et les surréalistes et participe à la revue de Florent Fels L'Art vivant.  
En 1925, il entre comme secrétaire de rédaction aux Nouvelles Littéraires sous la direction de Maurice Martin du Gard. 
Il cofonde en 1926 le prix Renaudot qui couronne entre autres Louis Aragon, Marcel Aymé et Louis-Ferdinand Céline (il quittera le jury seulement en 1984).  
Il fait la connaissance des peintres Marc Chagall, Abraham Mintchine, Georges Rouault, Moïse Kisling, Pascin, Marcel Gromaire, Maurice de Vlaminck, André Derain et du marchand-mécène Ambroise Vollard.  
En 1930, il part pour l'Espagne comme correspondant de Vu et du Soir en pressentant[pas clair] la révolution espagnole. 
En 1935, il se marie avec Rose Monier (décédée en 1978). 
En 1937, il est cofondateur du prix Louis Delluc, qui couronne Les Bas-fonds de Jean Renoir. Il devient directeur littéraire de l'Intransigeant, collabore au Matin, et participe à Radio Luxembourg en 1938 avec Paul Gilson.
En 1940, Les Nouvelles littéraires se sabordent. Pendant la période de l'Occupation, il est fonctionnaire du ministère de la Famille en Ardèche.

### L'après-guerre
À la libération il reprend la rubrique cinéma et devient en 1949 rédacteur en chef des Nouvelles Littéraires, reparues en 1945. Il est aussi juré au Festival de Cannes en 1946 (le second festival après celui de 1939). En 1946, il crée à Paris Inter l’émission-magazine L'Art et la Vie. Il fait la connaissance de Robert Bresson, Henry de Montherlant, Léon-Paul Fargue. 
Dès 1958, il participe en tant que critique cinéma au Masque et la Plume et laisse le souvenir de ses joutes avec Jean-Louis Bory, de l'entrée de celui-ci dans l'émission en 1964 jusqu'à sa mort en 1979 : ils forment une sorte de duo emblématique de l'émission, Charensol jouant le rôle d'un critique plutôt réactionnaire face à un Bory progressiste (cette épopée radiophonique a été mise en scène en 2011 par François Morel dans sa pièce Instants critiques). 
Au cours des années 1960, il tenait la rubrique critique cinématographique de la revue La Vie du rail. 
En 1962, il abandonne le poste de rédacteur en chef des Nouvelles Littéraires, mais tient la chronique cinématographique jusqu'à la disparition du journal en 1984. Il collabore ensuite à L'Événement du jeudi.

### Distinctions
- Officier de la Légion d'honneur
- Grand officier de l'ordre national du Mérite[réf. nécessaire] (commandeur en 1970[2])
- Officier de l'ordre des Arts et des Lettres[réf. nécessaire]

## Publications

### Livres
- Georges Rouault, Éditions Quatre chemins, 1925
- Maurice Utrillo, Éditions Chronique du jour, 1929
- Pascin, Éditions Triangle, 1930
- Tscharner, Edition Triangle, 1930
- Panorama du cinéma, 1er 1930, 2e, Éditions du Sagittaire 1946
- L'Affaire Dreyfus et la 3e République, Éditions du Sagittaire, 1930
- Comment ils écrivent, Éditions Montaigne, 1932
- Quarante ans de cinéma, 1935
- Bilans de la 3e République, Éditions Document français
- Renaissance du cinéma français, Éditions du Sagittaire, 1946
- Moïse Kisling, Éditions de Clermont, 1948
- Un maître du cinéma : René Clair, avec Roger Régent, La Table ronde, 1952
- Les Belles de nuit, film de René Clair, Coll 7ème Art  1953  Ed CERF
- Le Livre de Paris, photos de Janine Niépce, Éditions Arts et Métiers graphiques, 1957
- Degas, 1959
- Correspondance complète de Vincent van Gogh, Éditions Gallimard, 1960  (ISBN 2070720284)
- Encyclopédie du cinéma, Éditions Larousse, 1966
- Les Grands Maîtres de la peinture moderne, Éditions Rencontre, 1967
- Arlequins (préface sur des dessins de Michel Ciry), 1971
- D'une rive à l'autre,Editions Mercure de France, 1973  (ISBN 2-7152-0998-3)
- Cinquante ans de cinéma avec René Clair, avec Roger Régent, La Table ronde, 1979  (ISBN 2-7103-1016-3)
- De Montmartre à Montparnasse, entretiens avec Jérôme Garcin, Éditions François Bourin, 1990  (ISBN 2-87686-040-6)

### Articles
Il a collaboré régulièrement aux publications suivantes :
- Paris-Journal 1923 1924
- L'Intransigeant 1933 1938

-Femmes de France : 1930-1936
- L'Art vivant
- Revue des deux Mondes
- Les Nouvelles littéraires 1924 1984

L'Evénement du Jeudi 1984 1886
- La Vie du rail magazine